# Anomala grassei
Anomala grassei är en skalbaggsart som beskrevs av Machatschke 1970. Anomala grassei ingår i släktet Anomala och familjen Rutelidae. Inga underarter finns listade i Catalogue of Life.